# بازتاب احساس
بازتاب احساس (به انگلیسی: Reflections of Passion) ششمین آلبوم استودیویی یانی می‌باشد که توسط شرکت پرایوت میوزیک در ۱۹۹۰ منتشر شده‌است. همچنین کنسرتی با همین نام نیز در آمریکا در سال ۱۹۹۰ برگزار شده‌است.

## نوازندگان
- چارلی آدامز (درام)
- اسامه عفیفی (گیتار بیس)
- چارلی بیشارت (ویلون)
- مایکل برونو (پرکاشن)
- جیوانا جویس ایمبسی (کیبورد)
- برادلی جوسف (کیبورد)